# Nedveka
Nedveka je potok na rozhraní krajů Vysočina a Jihomoravského, levý přítok Jevišovky. Je dlouhá 17,9 km a má povodí o ploše 73,2 km².

## Průběh toku
Pramení východně od Moravských Budějovic. Převážně směřuje k jihovýchodu, jižně od Ohrazenic ale vytváří výrazný meandr, kde se otáčí až o 180°. Pokračuje pak na jih přes stejnojmennou vodní nádrž (Nedveka) do Hostimi, kde přijímá zprava Lažínský potok, obrací se opět na jihovýchod až východ a vtéká na území přírodního parku Jevišovka. Zde teče hlubokým lesnatým údolím, kolem zříceniny hradu Bukovina, protéká Střelicemi a již na území Jevišovic ústí zleva do Jevišovky.